# Rufio Antonio Agrypnio Volusiano
Rufio Antonio Agrypnio Volusiano (in latino Rufius Antonius Agrypnius Volusianus; Roma, 370 – Costantinopoli, 6 gennaio 437) fu un politico dell'Impero romano d'Occidente, Praefectus urbi di Roma nel 417-418 e Prefetto del pretorio d'Italia nel 428-429.

## Biografia
Volusiano era il figlio dell'aristocratico Ceionio Rufio Albino e di una donna cristiana; fratello di Albina e zio di Melania la giovane, a differenza di sorella e nipote era un pagano. Era molto amico di Claudio Rutilio Namaziano, che lo cita nel suo poema De reditu suo; ricevette delle lettere da Agostino d'Ippona. Tra i lavori di Paolino da Nola si è conservato un poema dedicato indirizzato ad un Antonio pagano, con lo scopo di convertirlo; è stato suggerito che questo Antonio fosse Volusiano. La sua famiglia aveva una proprietà a Tubursicubure, nei pressi di Hippo Regius.
Prima del 412, fu proconsole d'Africa e poi quaestor sacri palatii. Nel 411/412 era a Cartagine, dove ebbe una corrispondenza con Agostino sul Cristianesimo.
Tra il 417 e la metà del 418 fu Praefectus urbi di Roma. Il suo amico Namaziano venne a sapere della nomina mentre era a Populonia, nel novembre del 417. Mentre era in carica, ricevette una lettera di Costanzo III (all'epoca non ancora imperatore) sulla reiterazione della promulgazione di leggi contro il Pelagianesimo a Roma; Volusiano promulgò una legge contro i sostenitori di Pelagio.
Tra il 428 e il 429 fu Prefetto del pretorio d'Italia e Africa.
Nonostante le sue convinzioni religiose, fu scelto dall'imperatore Valentiniano III e da sua madre, l'imperatrice Galla Placidia, per consegnare la richiesta formale all'imperatore e all'imperatrice Teodosio II e Aelia Eudocia per la mano della loro figlia Licinia Eudossia. Volusiano lasciò Roma nel 436 e raggiunse Costantinopoli dove consegnò il suo messaggio e avviò gli accordi preliminari per il matrimonio prima di ammalarsi mortalmente. Sul letto di morte e sotto l'influenza della nipote Melania, che aveva viaggiato da Gerusalemme per essere al suo fianco, Volusiano si convertì al Cristianesimo — un risultato che l'agiografo di Melania registrò nella sua Vita. «Il famigerato nobile pagano, capo dei Caeionii, fu uno degli ultimi ad accettare la fede di Cristo», osservò Weber a proposito di questo evento. Volusiano morì il 6 gennaio 437.

## Fede
Peter Brown afferma che Volusiano faceva parte di un circolo letterario, caratterizzato — per usare le parole di Agostino — dal suo «stile colto e raffinato, reso eccezionale dal fascino della vera eloquenza romana».
«Eppure si trovava in una posizione scomoda», osserva Brown. «Viveva già in un mondo 'post-pagano' ... Era al servizio degli imperatori cristiani e quindi non era libero di esprimere la sua opinione; inoltre, essendo figlio di una madre pia, veniva costantemente avvicinato da vescovi come Agostino e da laici entusiasti come Flavio Marcellino». Ronald Weber osserva che «il dibattito con il vescovo Agostino di Ippona sul dogma dell'Incarnazione ha fatto sì che Volusiano fosse annoverato tra l'intellighenzia pagana abbastanza capace di confrontarsi con una delle più grandi menti del secolo e abbastanza volitiva da sfidare le argomentazioni di Agostino e le persistenti pressioni familiari per convertirsi al Cristianesimo».
Agostino scrisse del proprio incontro con Volusiano nel De Civitate Dei, in cui l'aristocratico, educatamente, rifiuta di essere battezzato.